# Glass Beams
Glass Beams ist eine aus drei Musikern bestehende australische Band aus Melbourne, die von Rajan Silva 2020 während der COVID-19-Pandemie gegründet wurde.

## Stil
Die Band mischt Synthesizer- und E-Gitarren-Klänge mit fernöstlichen Instrumenten und subtilem Gesang sowie zyklischen Riffs zu Psychedelic Rock. Der Gesang besteht aus Backing Vocals und beinhaltet keinen Liedtext. Gloria Brancatisano von ticketmaster nannte die Klänge der Band „orientalisch inspirierte westliche Musik“. Tess Reidy von The Guardian bezeichnete den Stil der Band eine „psychedelische Verschmelzung von australischem Surf-Rock und traditioneller indischer Musik“. Rajan Silva, dessen Vater in den späten 1970er Jahren aus Indien nach Melbourne auswanderte, lässt sich von Künstlern wie Ravi Shankar und Anoushka Shankar, George Harrison und Muddy Waters inspirieren.
Die Identität der anderen Bandmitglieder neben Silva ist nicht bekannt, bei Bühnenauftritten tragen alle Musiker kunstvolle golden und mit Juwelen besetzt anmutende Masken, die ihre Gesichter komplett verdecken. Hiermit soll der Fokus auf die Musik und nicht auf die Menschen dahinter gerichtet werden. Das Design ihrer Gesichtsmasken wird einem russischen Juwelier zugeschrieben.

## Diskografie
Im Juni 2021 veröffentlichte die Band ihre Debüt-EP Mirage, ihre zweite EP Mahal folgte im März 2024.
EPs
- 2021: Mirage (Research Records)
- 2024: Mahal (Ninja Tune)

## Auftritte (Auswahl)
- Australian Tour, Brisbane / Sydney / Adelaide / Melbourne / Perth Juni 2024[7]
- Saint Andrew’s Hall, Detroit Juni 2024[8]
- Knockdown Center, New York Juni 2024[9]
- Paradise Rock Club, Boston Juni 2024[10]
- Société des arts technologiques, Montreal Juni 2024[11]
- The Phoenix, Toronto Juni 2024[12]
- Lightning in a Bottle, Bakersfield Mai 2024[13]
- Park West, Chicago Mai 2024[14]
- Cervantes’ Ballroom, Denver Mai 2024[15]
- The Independent, San Francisco Mai 2024[16]
- Wonder Ballroom, Portland Mai 2024[17]
- The Crocodile, Seattle Mai 2024[18]
- The Pearl, Vancouver Mai 2024.[19]
- silent green, Berlin April 2024[20]
- Bitterzoet, Amsterdam April 2024[21]
- Paradiso Tolhuistuin, Amsterdam März 2024[22]
- Joyland Festival, Jakarta Dezember 2023[23]
- Urban Spree, Berlin Juni 2023[24]
- Best Kept Secret, Hilvarenbeek Juni 2023[25]
- The Lexington, London Juni 2023[26]
- Primavera Sound, Barcelona Mai 2023[27]
- PBS Drive Live – The Afterglow, Melbourne Februar 2023[28]
- WOMADelaide, Adelaide Oktober 2022[29]